# Клиппель, Морис
Морис Клиппе́ль (30 мая 1858, Мюлуз — 1942) — французский врач, описал синдром Клиппеля — Фейля и Синдром Клиппеля-Трёноне (ранее назывался синдромом Клиппеля-Трёноне-Вебера).

## Биография
Морис Клиппель родился в городе Мюлуз (Верхний Рейн, Франция) в семье врача Николаса Евгения Клиппеля (фр. Nicolas Eugène Klippel, 1821–1904).
Морис изучал медицину в Париже, получил звание доктора в 1889 году и стал работать врачом в больнице.
В 1900 году М. Клиппель и Поль Трёноне (фр. Paul Trénaunay) описали неизвестное ранее состояние больного и назвали его «сосудистый остеогипертрофический невус» (лат. naevus vasculosus osteohypertrophicus). В  1907 и 1918 годах похожий случай описал немецко-британский врач Фредерик Вебер (англ. Frederick Parkes Weber). В дальнейшем обнаруженное ими состояние получило названия «синдром Клиппеля-Трёноне-Вебера» и (современное название) «синдром Клиппеля-Трёноне».
В 1901 году Клиппель получил руководящий пост в Хосписе Дебрюсси (англ. Hospice Debrousse, а в 1902 году стал директором отдела общей медицины в больнице Тенона, где он работал вплоть до 1924 года, когда вышел в отставку. За годы врачебной деятельности М. Клиппель написал много работ по широкому спектру медицинских тем, наиболее известные из них — в области неврологии и психиатрии.
В 1912 году Морис Клиппель и Андре Фейль (фр. André Feil) описали клинический случай массивного сращения шейных позвонков — заболевания, которое в дальнейшем получило название «синдром Клиппеля — Фейля».
В 1919 году М. Клиппель был принят в члены (кавалеры) Ордена Почётного легиона, а в 1929 стал его офицером.